# フィル・ビール
フィル・ビール（Phil Beal, 1945年1月8日 - ）は、イングランド・サリー・タンドリッジ・ゴッドストーン出身の元サッカー選手。ポジションはセンターバック。

## 概要
トッテナム・ホットスパーFCのユースチーム出身。1963年にプロデビューを果たす。当初は色々なポジションを経験したが後にセンターバックに定着する。ビル・ニコルソンの下でフットボールリーグカップやUEFAカップなどの優勝に貢献した。トッテナムでは公式戦420試合に出場した。

## タイトル
トッテナム
- FAカップ:1966-67
- チャリティ・シールド:1967
- リーグカップ:1970-71,1972-73
- UEFAカップ:1971-72